# ويليام إتش جين جونيور
ويليام إتش جين جونيور (بالإنجليزية: William H. Ginn Jr.)‏ هو ضابط أمريكي، ولد في 21 سبتمبر 1928 في فيلادلفيا في الولايات المتحدة، وتوفي في 1 يونيو 2010 في الإسكندرية في الولايات المتحدة.